# Caius Vipstanus Messalla Gallus
Caius Vipstanus Messalla Gallus (fl. 48-52/53) est un homme politique de l'Empire romain.

## Vie
Fils de Lucius Vipstanus Gallus et de sa femme Valeria et frère de Lucius Vipstanus Publicola.
Il était consul suffect en 48 et légat d'Auguste propréteur en Pannonie en 52/53.
En 59/60, il est proconsul d'Asie.
Il a eu pour fils Lucius Vipstanus Messalla. Sa veuve se remaria avec Marcus Aquilius Regulus.